# Como 1907
Maillots
Actualités
Le Como 1907 (en français : Côme 1907) est un club italien de football évoluant en Serie A  (premier échelon national) et fondé en 1907 sous le nom de Como Foot-Ball Club. Il est basé à Côme dans la province du même nom, en Lombardie.
Le club a disputé 14 saisons en Serie A (la première en 1949-1950 et la dernière en 2024-2025), avec comme meilleure performance une sixième place pour ses débuts en première division. Il a également participé à 37 saisons en Serie B, compétition qu'il a remportée trois fois.
À partir de la saison 2024-2025, il évolue en Serie A.

## Historique

### De la fondation à la Serie A
| \| Côme \| Emplacement de Côme, en Italie. |
| Côme                                       |

Le Como Foot-Ball Club est fondé en 1907 par une assemblée de membres réunie au bar Taroni, situé via Cinque Giornate et premier siège du club.
Dans ses premières années, le Como FCB dispute plusieurs matchs et tournois amicaux contre des équipes milanaises (U.S. Milanese) et suisses (Chiasso ou Bellinzona). Le 1er octobre 1911, le terrain de jeu de via dei Mille est inauguré par deux matchs amicaux : Internazionale-U.S. Milanese (8-0) et Como-Bellinzona (3-1).
En 1913, le Como FCB rejoint la Prima Categoria, première division à l'époque où il n'existait pas de championnat national. Il y reste jusqu'en 1922, quand, après une défaite 2-1 contre Plaisance en barrages, le club est rétrogradé. En 1927, il fusionne avec l'autre équipe majeure de la ville, l'Esperia Football Club, pour former l'Associazione Calcio Comense. Cette union est couronnée de succès puisque la même année, la neuve AC Comense remporte la Coupe Volta en battant notamment l'Inter et le Genoa.
L'année suivante, Como s'installe dans son stade Giuseppe Sinigaglia. Durant toute cette période, il continue de naviguer entre Serie B et Serie C, sans jamais réussir à retrouver la Serie A. En 1936, le club adopte pour la première fois sa dénomination actuelle de Calcio Como. La fin des années 1930 et le début des années 1940 correspondent à la période d'activité d'Antonio Cetti, le meilleur buteur de l'histoire du club. En 1945, alors que le championnat national n'a pas encore repris ses droits après la guerre, le club remporte le Tournoi Lombard face à des équipes comme l'AC Milan et l'Inter Milan.
Admise en Serie B lors de la reprise de la compétition officielle en 1945-1946, l'équipe y reste trois ans avant d'obtenir, en 1949, la première promotion en Serie A de son histoire. Pour sa première saison, elle réussit à obtenir une sixième place, sa meilleure performance à cet échelon. Après quatre années marquées par une première place à la troisième journée en 1951-1952, le club est relégué en 1953.

### De la relégation au retour en première division
De retour en Serie B, le Calcio Como traverse deux décennies difficiles, durant lesquelles il recommence à alterner entre deuxième division et Serie C. En butte à des difficultés sociétaires et juridiques, le club connaît des années 1960 difficiles et n'arrive pas à se rapprocher de la Serie A, avec des résultats très irréguliers.
Après une décennie 1970 du même acabit (excepté un passage en première division en 1975-1976), les lariani, emmenés notamment par le jeune Pietro Verchowod, connaissent une double promotion et passent de 1978 à 1980 de la Serie C1 à la Serie A. Ils y restent pour deux ans et passent tout près de remporter la Coupe Mitropa, avant de descendre une nouvelle fois en Serie B.
Cependant, le club remonte cette fois-ci assez vite, puisqu'il reparaît en Serie A dès la saison 1984-1985. S'ouvre alors sa meilleure période. En effet, Como reste quatre ans d'affilée en première division et connaît quelques succès : record de buts encaissés à domicile (deux seulement) pour la saison de leur retour, et demi-finale de Coupe d'Italie perdue sur tapis vert contre la Sampdoria après avoir éliminé la Juventus et le Hellas Vérone champion d'Italie.

### De 1990 à nos jours
Cependant, après cinq années de résultats inédits pour le club, l'équipe sombre et est reléguée deux fois, se retrouvant en Serie C1 en 1990. Pendant dix ans, elle ne va plus la quitter, à l'exception d'un éphémère passage en Serie B à l'occasion de la saison 1994-1995.
Finalement, Como réussit à revenir en Serie A en 2002-2003, après des années difficiles. Mais cette joie est de courte durée : avant-dernier avec 24 points en 34 journées, il est relégué. En parallèle, le club connaît de graves difficultés financières et est vendu par le président Enrico Preziosi. Une spirale négative semble l'engloutir : en trois ans, il connaît autant de rétrogradations. De plus, le 22 décembre 2004, il est officiellement mis en faillite, et obligé de repartir au niveau amateur, en Serie D.
Après un redémarrage difficile, l'équipe enchaîne deux promotions consécutives en 2008 et 2009, jusqu'à atteindre la Lega Pro Prima Divisione. Après une nouvelle faillite en 2016, le club a été refondé par une nouvelle société et a été réintégré au championnat Serie D. Le club est promu en Serie B en 2021-2022. En août 2022, le club recrute Cesc Fàbregas. Thierry Henry le rejoint également en tant qu'actionnaire.
Lors de la saison 2023-2024, l'équipe, initialement encore confiée à Longo, a bien démarré et s'est hissée aux premières places ; néanmoins, le 13 novembre, le club a décidé de limoger l'entraîneur et de confier le banc à Fàbregas, qui n'avait cependant pas la licence nécessaire pour entraîner. Une fois expirée l'exemption qui lui était accordée, Como a nommé le 20 décembre le Gallois Osian Roberts comme entraîneur-chef, Fàbregas étant officiellement "repositionné" comme son adjoint. Ils terminent la saison à la deuxième place, ce qui leur vaut un retour en Serie A après 21 ans,.
Como est invité par le FC Barcelone à jouer le Trophée Joan Gamper en août 2025.

## Palmarès et résultats

### Palmarès
- Championnat d'Italie de Serie B : 1949, 1980, 2002
- Championnat d'Italie de Serie C :  1931, 1968, 1979
- Championnat d'Italie de Serie D : 2008
- Coupe d'Italie de Serie C : 1997
- Coupe d'Italie de Serie D : 2008

### Records individuels
|   | Nom              | Matchs | Dates                |
| - | ---------------- | ------ | -------------------- |
| 1 | Bruno Ballarini  | 350    | 1958-1970            |
| 2 | Giancarlo Centi  | 333    | 1977-1981, 1983-1991 |
| 3 | Claudio Correnti | 286    | 1969-1978            |
| 4 | Antonio Cetti    | 278    | 1920-1941            |
| 5 | Luigi Paleari    | 277    | 1965-1973            |

|   | Nom              | Buts | Dates                |
| - | ---------------- | ---- | -------------------- |
| 1 | Antonio Cetti    | 91   | 1920-1941            |
| 2 | Marco Romano     | 71   | ?                    |
| 3 | Giuseppe Baldini | 57   | 1951-1953, 1955-1960 |
| 4 | Renato Preziati  | 48   | ?                    |
| 5 | Luca Cecconi     | 41   | 1995-1998            |
| = | Vittorio Ghiandi | 41   | 1949-1954            |

## Identité du club

### Changements de nom
- 1907-1926 : Como Foot-Ball Club
- 1926-1936 : Associazione Calcio Comense
- 1936-1938 : Associazione Sportiva Como
- 1938-1970 : Associazione Calcio Como
- 1970-2004 : Como Calcio
- 2004-2017 : Calcio Como
- 2017- : Como 1907

### Logo
L’emblème du club est une croix blanche sur fond rouge (les armoiries de la ville de Côme), surmontée d'une vague bleue. Il est surmonté du mot italien "Como" désignant la ville de Côme, tandis qu'au bas du logo est inscrite la mention "1907", l'année de la fondation du club. Lors de leur première saison en Serie A, les joueurs ne portaient pas sur leur poitrine le symbole du club, mais les armoiries comasques.

## Personnalités du club

### Effectif professionnel actuel
Le premier tableau liste l'effectif professionnel du Como 1907 pour la saison 2025-2026. Le second recense les prêts effectués par le club lors de cette même saison.
En grisé, les sélections de joueurs internationaux chez les jeunes mais n'ayant jamais été appelés aux échelons supérieurs une fois l'âge-limite dépassé ou les joueurs ayant pris leur retraite internationale.

## Aspects économiques et financiers

### Équipementiers
- 1907-2001 : ?
- 2001-2003 :  Erreà
- 2003-2008 :  ?
- 2008-2009 :  Hawk
- 2009-2024 :  Legea
- 2024- :  Adidas

### Sponsors principaux
- 1905-1980 : Aucun
- 1981-1982 :  Fantic Motor
- 1982-1989 :  Mita
- 2001-2002 :  Magiste International
- 2002-2003 :  Temporary
- 2003-2008 : ?
- 2008-2011 :  UnionCafé
- 2011-2012 :  Enerxenia
- 2012-2013 :  Acsm-Agam &  FoxTown
- 2013-2015 :  Volvo &  FoxTown
- 2015- :  Verga &  FoxTown